# Björnträsket, Uppland
Björnträsket är en sjö i Värmdö kommun i Uppland och ingår i Norrström-Tyresåns kustområde. Sjön är 8,1 meter djup, har en yta på 0,113 kvadratkilometer och är belägen 30 meter över havet.

## Delavrinningsområde
Björnträsket ingår i det delavrinningsområde (657689-165155) som SMHI kallar för Rinner till Lagnöström. Medelhöjden är 26 meter över havet och ytan är 2,52 kvadratkilometer. Det finns inga avrinningsområden uppströms utan avrinningsområdet är högsta punkten. Avrinningsområdets utflöde mynnar i havet, utan att ha någon enskild mynningsplats.